# Edin Terzić
Edin Terzić (* 30. října 1982) je německo-bosenský bývalý fotbalista a trenér, který do roku 2024 trénoval Borussii Dortmund. V roce 2021 vyhrál DFB-Pokal, v sezóně 2023/2024 dovedl Borussii do finále Ligy mistrů.
Hrál jako útočník v nižších německých soutěžích. Po konci kariéry pracoval jako skaut a asistent trenéra mládeže. Stal se asistentem trenéra Slavena Biliće. V roce 2020 se stal trenérem Borussie, v roce 2021 s klubem vyhrál DFB-Pokal a obsadil druhé místo v Bundeslize.